# 四川省经济

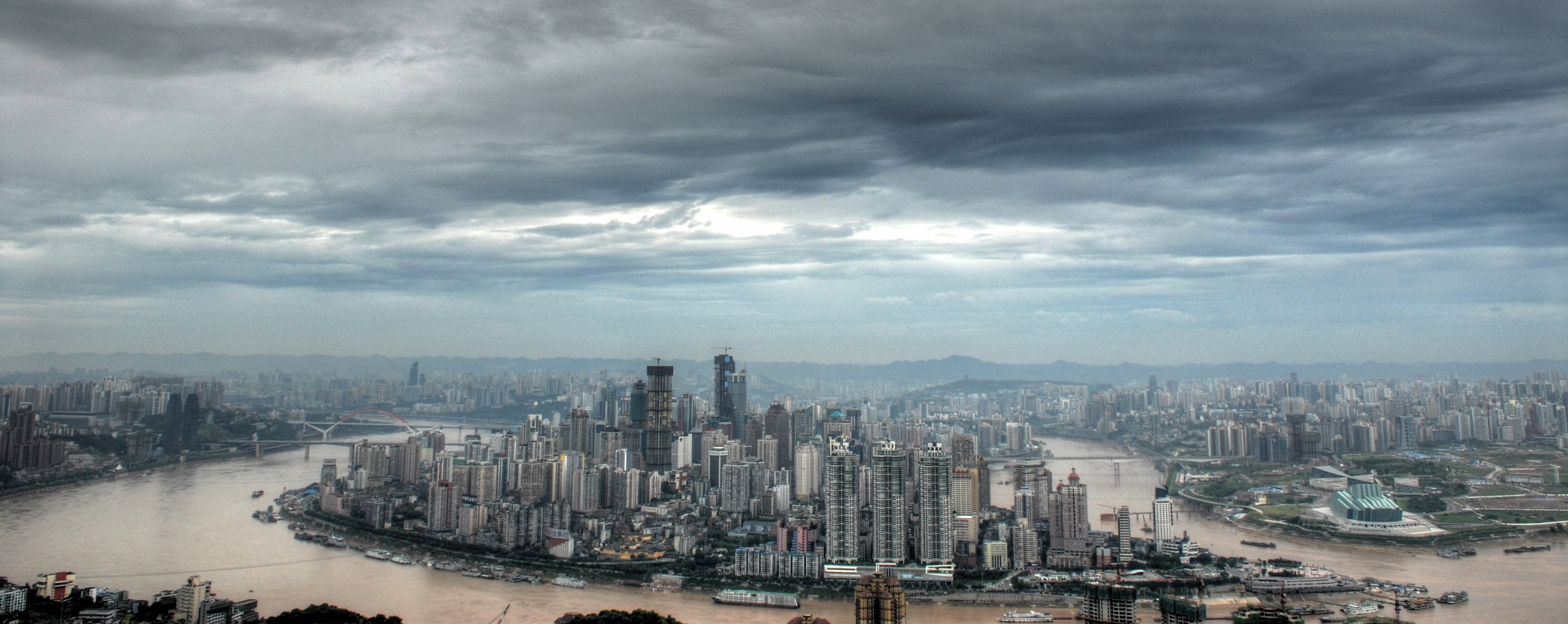
內陸城市重慶總人口約3千萬，流動人口達900萬但屬於直轄市，經濟不計入四川省

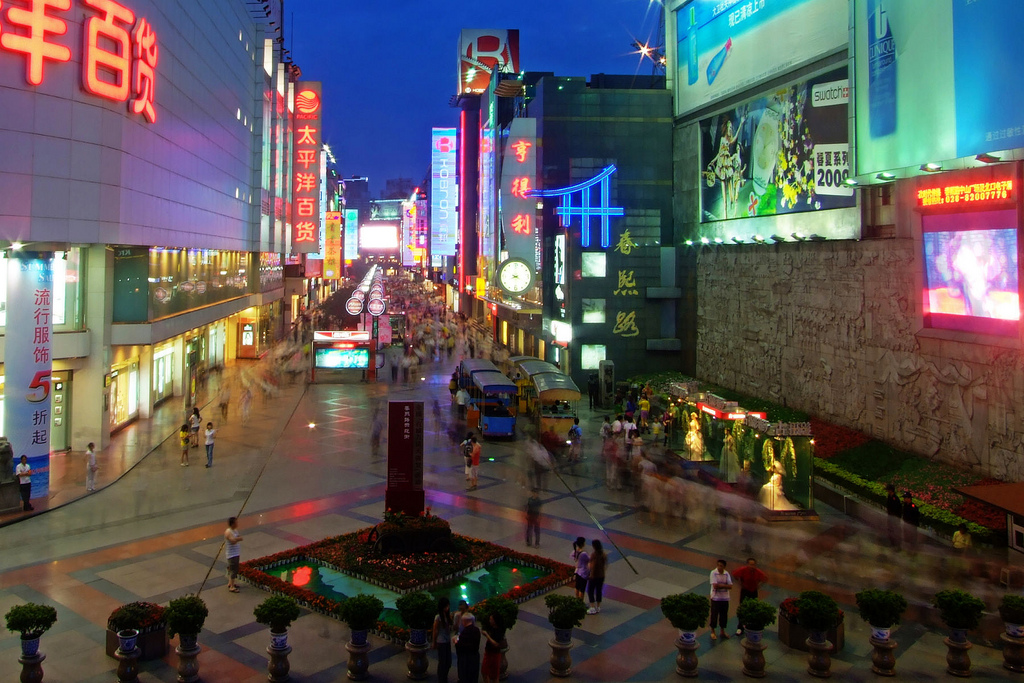
商业一条街（成都市）

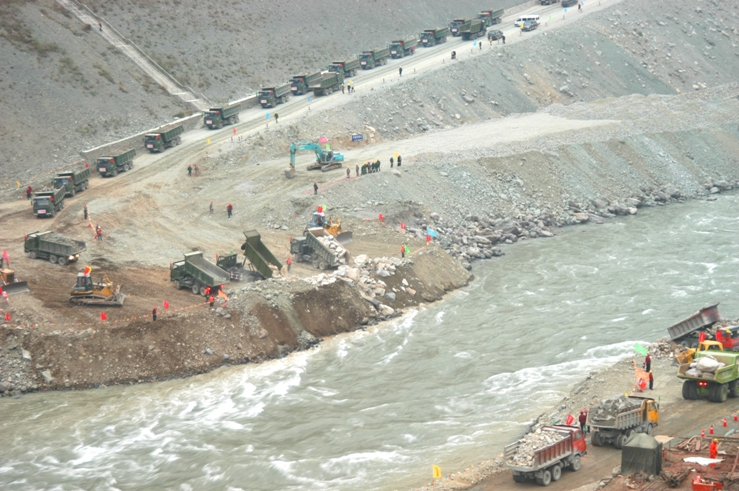
中国西部大开发的大型建设工程，造价近220亿元人民币的四川瀑布沟水电站截流场面。

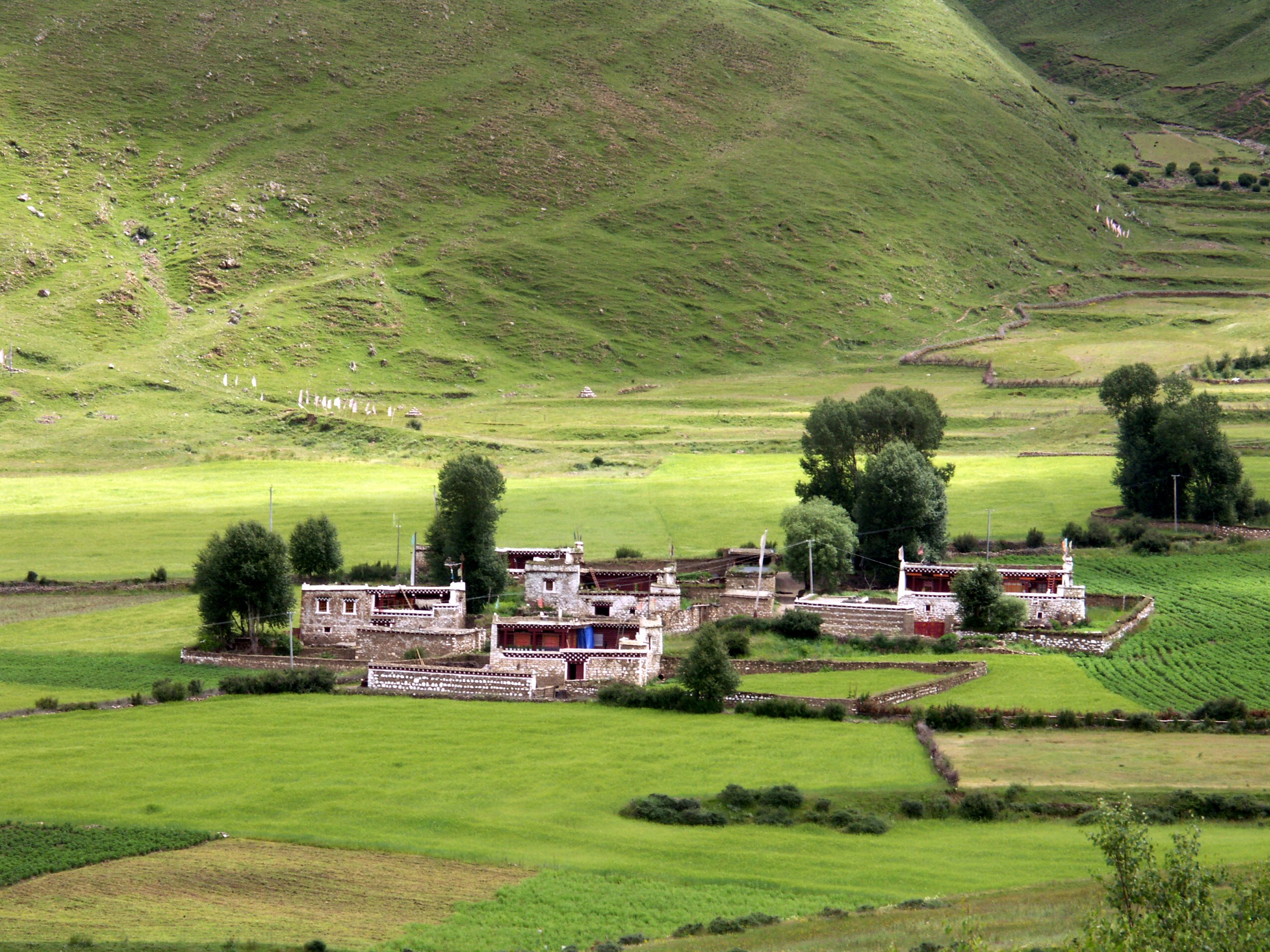
四川農業古有天府之國美稱

四川省经济总量至1995年稳居全国第九位。与其他省份的经济发展速度相比，四川的发展速度偏后；同时四川农业经济数量大，所占比重高，属于农业大省。2008人均GDP达到15,378元人民幣，增长9.7%、2016年GDP總量3萬億人民幣。

## 特点
四川经济比较发达，其中粮食、油料、蔬菜及生猪供应在国内有重大影响。在国内最具有比较优势的产业有白酒饮料业、装备制造业、水电和天然气，其它发展得比较好的有化肥工业、电子信息业、中药材、软件业、航空航天制造业。1979-2007年29年，根据同期全国平均物价水平推算，GDP年平均增长率9.0％，次于天津、湖北、贵州等24个省份居25位，低于全国9.8％的平均水平，有13年低于当年全国平均水平，16年高于当年全国平均水平；29年间有12年年增长率低于10％，17年高于10％。1978年-2019年，四川GDP总量在全国的位次一直在第6位至第9位间轮替：
- 1978年位居全国第6位
- 1985年居第8位
- 1995年居第9位
- 2008年居第9位
- 2019年居第6位

### 横向比较
与其他省份的经济发展速度相比，四川的发展速度在中华人民共和国时期的省份中偏后，四川省经济从1949年仅次于广东、江苏和辽宁的全国第四位下降到2009年的第9位。1979-2007年29年，根据同期全国平均物价水平推算，GDP年平均增长率9.0％，次于天津、湖北、贵州等24个省份居25位，低于全国9.8％的平均水平。1978年-2008年，四川GDP总量在全国的位次一直在第6位至第9位间轮替，1978年位居全国第6位，1985年居第8位，1995年开始稳居第9位。四川经济增长率（1979-2007年）：有13年低于当年全国平均水平，16年高于当年全国平均水平；29年间有12年年增长率低于10％，17年高于10％。

### 经济总量
1991年全省GDP突破1千亿元，2003年突破5千亿元，2007年突破1万亿元。人均GDP：1990年首次突破1千元（全国1987年突破1千元），2001年突破5千元（全国1995年突破5千元），2006年突破1万元（全国2003年突破1万元）。2007年，四川GDP总量（最终核实数）达到10,505.3亿元，人均GDP为12,893元，次于陕西、青海、宁夏等23省份居第24位。2008年，四川GDP总量达到12,506.3亿元，人均15,378元。中国官方公布的2009年四川省GDP数据为人民币14151亿元。2010年四川省GDP总量达到16898.6亿，居全国第8位。

### 产业比重
四川经济结构中三次产业的比重（第一产业:第二产业:第三产业），1978年为44.5:35.5:20.0（同期全国为28.20:47.87:23.92）；2007年为19.9:43.7:36.3(同期全国为11.1:48.5:40.4)，从1978年－2007年经过30年的发展，产业结构渐渐趋向于合理，但农业在国民经济中仍旧占有较大比重，第二产业有较快的发展。以2007年为例，第一产业占GDP比重仅次于海南、广西2省区居全国第3位；第二产业占GDP比重次于湖北、安徽、重庆等23省居24位；第三产业占GDP比重次于青海、辽宁等21省市居第22位。从总量上看，第一产业增加值仅次于山东、河南2省份居全国第3位；第二产业增加值次于辽宁、上海等8省居9位；第三产业增加值次于河南、辽宁等9省份居第10位。

### 外贸依存度低
中国近几年外贸依存度已超过70%，但四川仍低于10%。2006年度，四川（110.2亿美元）与同样外向型经济欠发达地区的湖北（117.6亿美元）、黑龙江（128.5亿美元）、安徽（122.6亿美元）、河南（98.5亿美元）、新疆（91亿美元）等省外贸进出口总额同时接近或超过100亿美元，但与沿海省份相比差距还是相当巨大，仅相当于经济总量及进出口第一大省广东（外贸依存度超过120%）的1/50。

### 经济区域分布集中
四川省经济总量大部份集中于成都周边。由于地级区划偏多，除成都市外，四川只有极少数城市的GDP超过千亿元，而且是刚刚超过，如乐山、绵阳、南充、德阳、宜宾、泸州、达州，这在中国经济排前十位的省份中是不多见的（如河南洛阳、河北唐山、辽宁鞍山）。省会城市占全省GDP的比重超过30%，仅低于青海等少数省份。成都市城镇人口超过四百万，但四川其它城市最大的也不过近年刚达到50-80万。

### 农业比重高
在三次产业结构中，四川第一产业增加值占GDP比重高达19.9%，这一数值仅低于海南省。说明四川农业发达，第二、三产业都有待加速发展。特别是第二产业增加值比重低于全国平均达6个百分点，说明加快发展工业是四川经济的要务。按2006年统计的数据，在中国前100个粮食和肉类生产大县中，四川分别有7个和16个。
四川经济结构中三产业的30年發展比重（第一产业:第二产业:第三产业）
- 1978年为44.5、35.5、20.0同期全国为28.20、47.87、23.92
- 2007年为19.9、43.7、36.3同期全国为11.1、48.5、40.4

2008产业占GDP比重
- 第一产业比重次于海南、广西等2省区居全国第3位
- 第二产业比重次于湖北、安徽、重庆等24省份等23省居24位
- 第三产业比重次于青海、辽宁等21省市居第22位

2008产业增加值
- 第一产业增加值仅次于山东、河南等2省份居全国第3位
- 第二产业增加值次于辽宁、上海等8省居9位
- 第三产业增加值次于河南、辽宁等9省份居第10位

### 农业低产耕地多
四川虽然农业发达，粮食种植面积和粮食总产量都居全国前五位。但从粮食总产和粮食种植面积的比值（即单产）来看，仅居全国中下水平（全国最高为上海、新疆、江苏，最低为山西、浙江、甘肃）。说明四川农业投入不足，也可通过退耕一部份低产土地还草还林，减轻生态环境压力。
根据初步核算的结果，2008年四川GDP总量达到12,506.3亿元，比上年增长9.5%；
- 第一产业2366.2亿元，增长3.0%，经济增长贡献率5.2%
- 第二产业5790.1亿元，增长12.9%，经济增长贡献率61.9%
- 第三产业4350.0亿元，增长8.3%；，经济增长贡献率32.9%

### 民营经济不发达
虽然民营经济占四川GDP超过50%，对经济增长贡献率超过68%，但总体四川民营经济还不发达，规模以上企业特别是特大型企业数量甚少，与浙江、江苏等民营企业发达省份相比差距巨大。四川最大的十家公司绝大多数为国有企业，而且中央国资委所属企业居多，如四川电力公司、攀钢、中国石油四川销售公司、东方电气集团等。新希望集团是全省最大的民营企业，2008年销售收入超过了400亿元。
人均GDP：

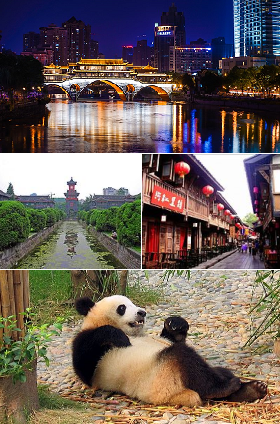
四川国家统筹城乡综合配套改革试验区

- 1990年首次突破1千元（全国1987年突破1千元）
- 2001年突破5千元（全国1995年突破5千元）
- 2006年突破1万元（全国2003年突破1万元）

## 經濟地位
四川经济在中国西部的地位

在西部大开发12省当中，四川几乎所有经济指标和工业产品产量均居第一位。四川GDP占12省约22%，其它可比较这个比例，可以看出四川在中国西部各省经济中处于优势和劣势的方面。
高於此指標的
- 专利申请占38.9%
- 保险公司保费收入占28.2%
- 社会消费品零售总额占25.5%
- 粮食总产占24.6%
- 居民存款总额占24.2%

低於此指標的
- 进出口总额占18.3%
- 财政收入占19%
- 发电量占12.3%
- 水泥产量占17%，

四川经济在中国的地位

四川拥有西部第二大市值上市公司五粮液（SHE：000858），仅次于贵州茅台（SHA：600519），两公司是中国西部仅有两家市值超千亿公司。五粮液也是目前深圳证券交易所第一权重股。
按2008年度数据，四川GDP占全国的4.16%，低于四川人口及面积占全国的百分比，说明四川在中国处于欠发达水平。2008年GDP增长9.5%，高于全国9%的水平，但增幅回落较大。在主要工农业产品产量中，有下列产品占全国产量的比重超过了GDP所占比重：粮食（6.6%）、油料（8.4%）、烤烟（8.7%）、茶叶（11.2%）、肉类（14.1%）、禽蛋（5.5%）、彩电（8.8%）、天然气（21.8%）、水泥（4.3%）、化肥（6.1%）等，其它经济指标中高于GDP占比的有社会消费品零售总额（4.4%）、居民存款总额（4.3%）、旅游总收入（9.4%）、保险保费收入（5%）、专利申请（8.3%）等。
從全球觀點看四川经济
- 若从人口来看，四川人口可列世界第12位，与越南相当
- 四川面积可列世界第53位，与土库曼斯坦相当
- 2012年人均GDP约5240美元，高于马其顿低于约旦
- 2013年GDP總量4240亿美元，超过奥地利位于阿根廷之后，在亚洲超过新加坡、马来西亚、和泰国